# Inabanga
Inabanga (Bayan ng Inabanga) är en kommun i Filippinerna. Kommunen tillhör provinsen Bohol och ligger på ön med samma namn. Folkmängden uppgår till 40 714 invånare.

## Barangayer
Inabanga är indelat i 50 barangayer.
| - Anonang - Bahan - Badiang - Baguhan - Banahao - Baogo - Bugang - Cagawasan - Cagayan - Cambitoon - Canlinte - Cawayan - Cogon - Cuaming - Dagnawan - Dagohoy - Dait Sur | - Datag - Fatima - Hambongan - kauway - Ilaud - Ilaya - Ilihan - Lapacan Norte - Lapacan Sur - Lawis - Liloan Norte - Liloan Sur - Lomboy - Lonoy Cainsican - Lonoy Roma - Lutao - Luyo - Mabuhay | - Maria Rosario - Nabuad - Napo - Ondol - Poblacion - Riverside - Saa - San Isidro - San Jose - Santo Niño - Santo Rosario - Sua - Tambook - Tungod - U-og - Ubujan |

## Bildgalleri

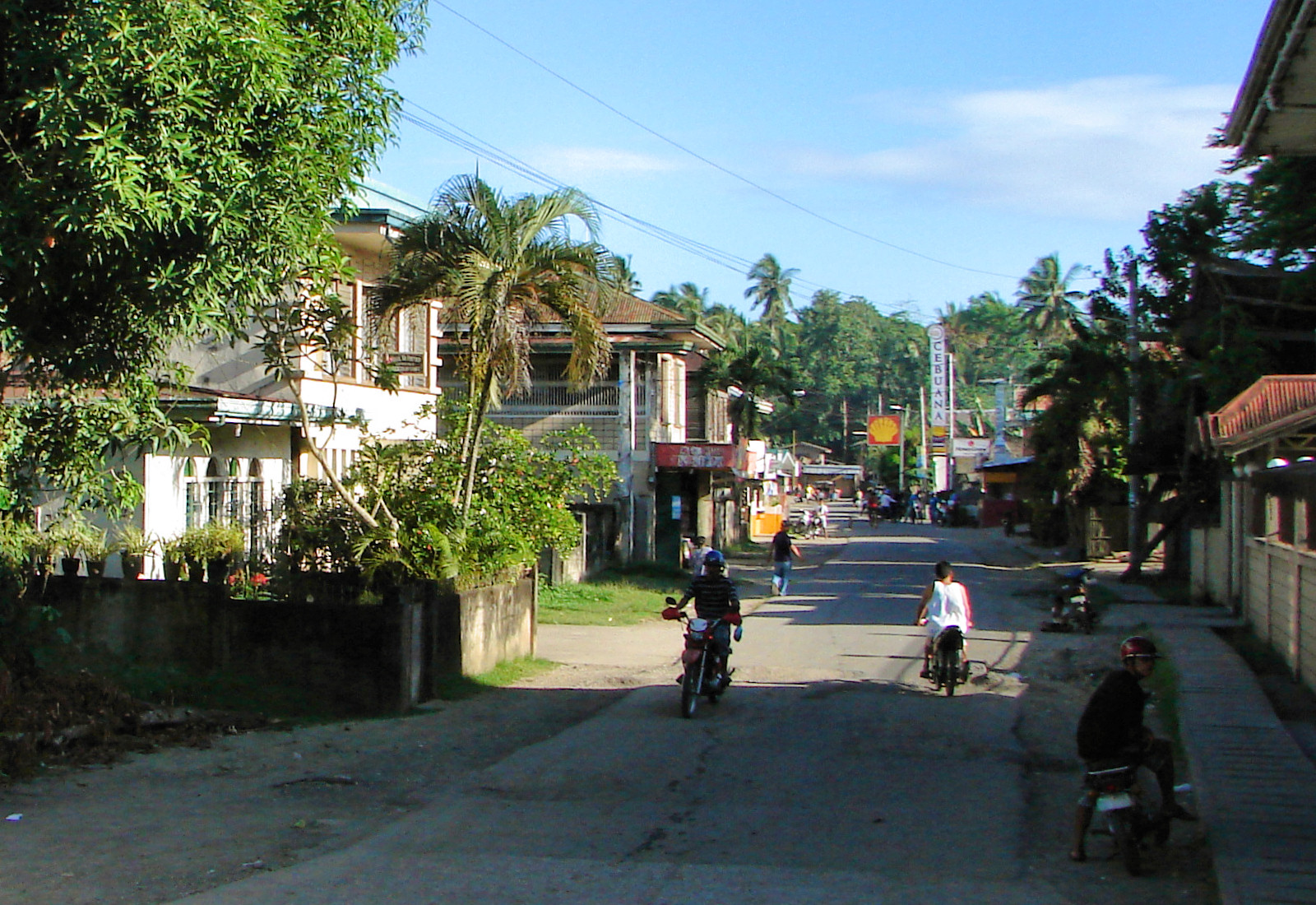
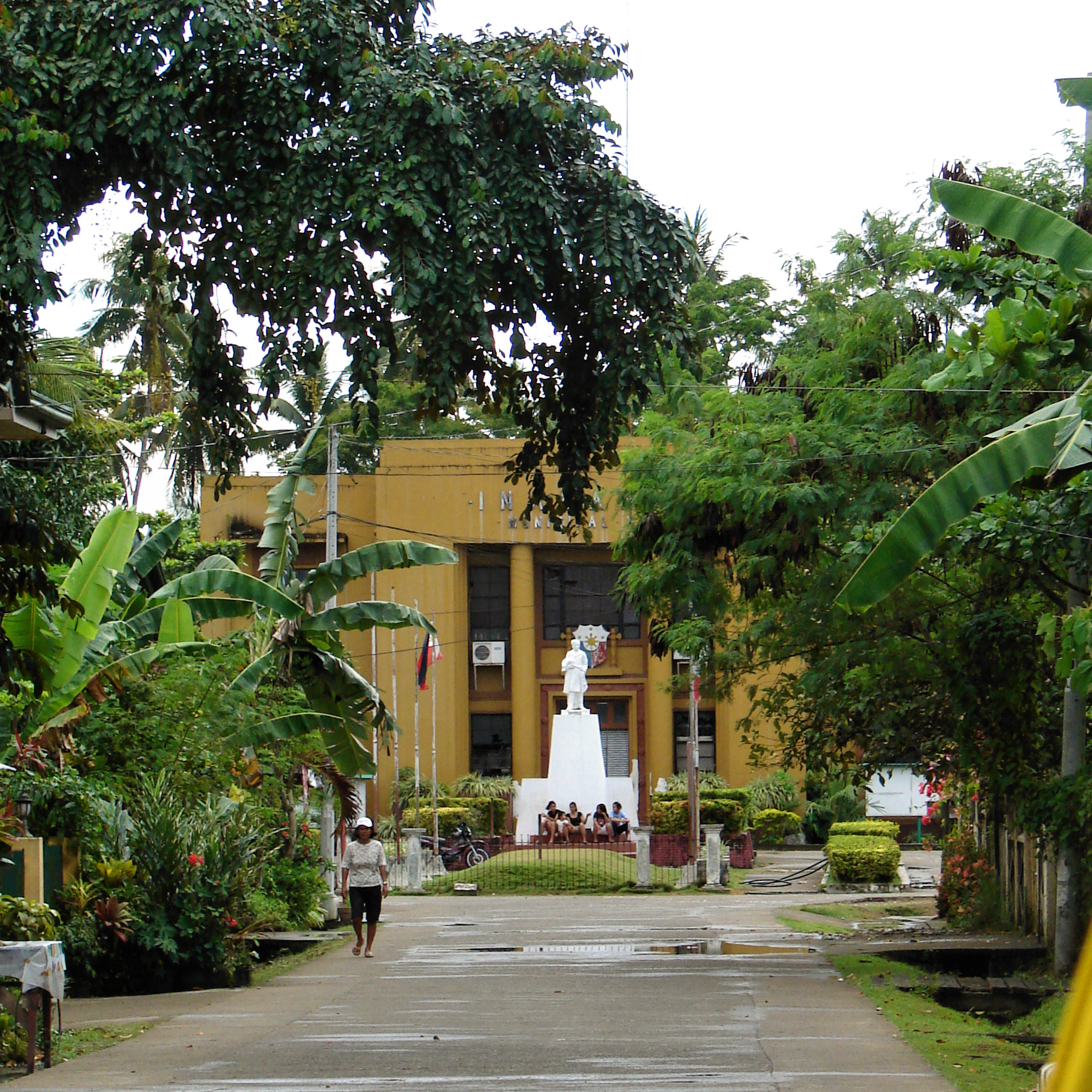